# O Jesus, när mitt liv släcks ut
O Jesu! när jagh hädan skal, diktades av Magnus Gabriel De la Gardie under hans sista levnadsår 1686, och blev sedermera psalm i 1695 års psalmbok. Wallin anpassade stavningen till samtida stavning 1819 års psalmbok, och angavs därefter som medupphovsman. Detta rättades i 1937 års psalmbok, då De la Gardie åter står som ensam upphovsman. Wallin finns inte heller med som medförfattare till denna psalm i 1986 års psalmbok, som anger att psalmen skrevs 1694, alltså efter att De la Gardie dött. Årtalet anger dock när texten antogs för tryckning i den året därpå utgivna psalmboken. Texten bearbetades av Britt G Hallqvists 1979, då De la Gardies vers fem av åtta uteslöts och inledningen förändrades till O Jesus, när mitt liv släcks ut. 
Musiken nedtecknad i Wittenberg 1533.
Enligt 1697 års koralbok är melodin densamma som till psalmen Ack Herre straffa icke migh (1695 nr 27), Jagh längtar, Herre, efter tigh (1695 nr 43) och När jag uti min enslighet (1695 nr 388).

## Publicerad i
- 1695 års psalmbok som nr 387 med titeln "O Jesu! när jagh hädan skal".
- 1819 års psalmbok som nr 471 med titeln "O Jesu, när jag hädan skall", under rubriken "Med avseende på de yttersta tingen: Kristlig bön om en salig ändalykt och stilla hängivenhet under Guds vilja".
- Svenska Missionsförbundets sångbok 1920 som nr 767 under rubriken "Slutsånger." med enbart psalmens åttonde vers.
- Sionstoner 1935 som nr 699 med titeln O Jesu, när jag hädan skall, under rubriken "Uppståndelsen, domen och det eviga livet".
- 1937 års psalmbok som nr 555 med titeln O Jesu, när jag hädan skall under rubriken "Det kristna hoppet inför döden".
- Den svenska psalmboken 1986 som nr 621 under rubriken "Livets gåva och gräns".
- Svensk psalmbok för den evangelisk-lutherska kyrkan i Finland (1986) som nr 558 under rubriken "Döden och evigheten.
- Lova Herren 1988 som nr 705 med titeln Jag kommer av ett brusand' hav, under rubriken "Det kristna hoppet inför döden".